# Henry Ward Beecher
Henry Ward Beecher, född 24 juni 1813 i Litchfield i Connecticut, död 8 mars 1887 i Brooklyn i New York, var en amerikansk präst och social reformator. Han var son till Lyman Beecher och bror till Harriet Beecher Stowe.
Henry Ward Beecher blev 1847 anställd vid den kongregationalistiska Plymouthkyrkan i Brooklyn. Han arbetade kraftigt för slavarnas frigörelse, och verkade även för nykterhetsrörelsen och bekämpade politisk korruption. Sin främsta berömmelse nådde han som predikant.
Bland hans skrifter märks Bible Studies (1878) och Evolution and Religion (1887).